# Tramwaje w Fontainebleau

Schemat linii tramwajowej Dworzec − Zamek

Tramwaje w Fontainebleau − zlikwidowany system komunikacji tramwajowej we francuskim mieście Fontainebleau, działający w latach 1896−1953.

## Historia
Tramwaje w Fontainebleau uruchomiono 29 września 1896. Jedna linia połączyła dworzec kolejowy z zamkiem. 20 sierpnia 1899 wybudowano linię do Vulaines-sur-Seine, a w 1913 otwarto linię do Samois-sur-Seine. Do obsługi sieci dysponowano 8 silnikowymi tramwajami o 36 miejscach oraz 6 wagonami doczepnymi. Każdy wagon miał dwa silniki o mocy 25 KM, każdy. W 1910 dostarczono 3 nowe wagony silnikowe, którym nadano nr od 12 do 14. W 1924 pozyskano z Melun wagony silnikowe, które później zostały sprzedane do Cannes. W 1934 jeden z tych wagonów został odkupiony z Cannes i dostarczony wraz z trzema innymi wagonami silnikowymi. W 1937 zlikwidowano linie do Vulaines-sur-Seine i Samois-sur-Seine. Ostatnią linię tramwajową z dworca do zamku zlikwidowano 31 grudnia 1953. 